# إسماعيل الشيرازي
إسماعيل الشيرازي (1255 - 1303 هـ / 1839 - 1885 م) هو عالم وأديب شاعر، من أهل شيراز.
هو إسماعيل بن رضا بن السيد ميرزا محمد إسماعيل الشيرازي الحسيني. ولد في شيراز وأخذ عن عن ابن عمه ميرزا حسن الشيرازي. نظم إسماعيل الشعر بالفارسية والعربية، وأغلب شعره في مدح الإمام علي و آل البيت.

## وصلات خارجية
- ديوان إسماعيل الشيرازي من بوابة الشعراء